# Everest (racconto)
Everest è un racconto di fantascienza di Isaac Asimov pubblicato per la prima volta nel 1953, nel numero di dicembre della rivista Universe Science Fiction.
Successivamente è stato incluso nell'antologia Testi e note (Buy Jupiter and Other Stories) del 1975.
È stato pubblicato varie volte in italiano a partire dal 1976.
Asimov scrisse la storia di getto, per scommessa, il 7 aprile 1953 durante una visita agli uffici editoriali di Universe a Chicago. La vetta del monte Everest fu scalata per la prima volta nel maggio 1953, mentre il racconto fu pubblicato a dicembre: in questo modo Asimov predisse che l'Everest non sarebbe mai stato conquistato 7 mesi dopo che in effetti la cosa era già successa.

## Trama
Uno scalatore, James Abram Robbons, è il primo uomo a raggiungere la cima del monte Everest, dopo essere stato paracadutato da un aereo. Robbons viene raccolto due settimane più tardi per raccontare che la cima dell'Everest ospita una base marziana, e che dietro la leggenda dello Yeti ci sono in effetti i marziani.